# Troy (Ohio)
Troy és una població dels Estats Units a l'estat d'Ohio. Segons el cens del 2000 tenia 21.999 habitants.

## Demografia
Segons el cens del 2000, Troy tenia 21.999 habitants, 8.920 habitatges, i 5.887 famílies. La densitat de població era de 875,7 habitants per km².
Dels 8.920 habitatges en un 32,2% hi vivien nens de menys de 18 anys, en un 49,8% hi vivien parelles casades, en un 12,7% dones solteres, i en un 34% no eren unitats familiars. En el 29,1% dels habitatges hi vivien persones soles el 10,8% de les quals corresponia a persones de 65 anys o més que vivien soles. El nombre mitjà de persones vivint en cada habitatge era de 2,4 i el nombre mitjà de persones que vivien en cada família era de 2,96.
Per edats la població es repartia de la següent manera: un 25,6% tenia menys de 18 anys, un 8,4% entre 18 i 24, un 30,9% entre 25 i 44, un 21,6% de 45 a 60 i un 13,5% 65 anys o més.
L'edat mediana era de 35 anys. Per cada 100 dones de 18 o més anys hi havia 89,1 homes.
La renda mediana per habitatge era de 39.531 $ i la renda mediana per família de 46.889 $. Els homes tenien una renda mediana de 35.819 $ mentre que les dones 25.536 $. La renda per capita de la població era de 19.892 $. Aproximadament el 6,4% de les famílies i el 8,2% de la població estaven per davall del llindar de pobresa.

## Poblacions més properes
El següent diagrama mostra les poblacions més properes.